# Малайзийско-мьянманские отношения
Малайзийско-мьянманские отношения — международные отношения между Малайзией и Мьянмой. Оба государства являются членами АСЕАН и поддерживают хорошие отношения. Хотя в конце 2016 года отношения обострились из-за проблем народа рохинджа, отношения оставались стабильными после встречи между руководителями вооружённых сил обеих стран, на которой обсуждались проблемы. В настоящее время Мьянма имеет посольство в Куала-Лумпуре, у Малайзии есть посольство в Янгоне.

## История
Отношения между двумя странами были установлены 1 марта 1957 года. Первая миссия Бирмы на уровне дипломатической миссии была создана в Куала-Лумпуре в июне 1959 года, а затем повышена до уровня посольства. Во время правления бирманского короля Байиннауна Малайзия была частью Империи Таунгу до 1590 года нашей эры.

## Экономические отношения
За период с 2011 по 2012 год общий объём экспорта Мьянмы в Малайзию составил более 152,038 млн долларов США, в то время как импорт из Малайзии в течение того же года составил более 303,410 млн долларов США, а общий объём торговли достиг 455,448 млн долларов США. Десятью основными статьями экспорта Мьянмы в Малайзию были каучук, рыба, креветки, кунжут, одежда, древесина, тамаринд, зелёный грамм, голубиный горох и кукуруза, в то время как десять основных статей импорта Мьянмы из Малайзии, таких как нефть, пластмассовые изделия, нефть и химические продукты, металлические конструкции, провода, медицинские изделия, электрическое и электронное оборудование, механические устройства и растительное масло. Кроме того, Мьянме в настоящее время требуется больше инвестиций из других стран, таких как Малайзия, для развития экономики страны. В 2017 году Советом по медицинским путешествиям Малайзии (MHTC) был подписан меморандум о взаимопонимании (МоВ) в сфере здравоохранения, направленный на продвижение медицинских услуг для граждан Мьянмы в Малайзии, что также будет способствовать обмену знаниями и навыками между врачами двух стран.

## Проблемы беженцев рохинджа
После беспорядков в штате Ракхайн в 2012 году тысячи рохинджа покинули Мьянму, и это спровоцировало кризис беженцев рохинджа в 2015 году из Мьянмы в соседние страны.

### Малайзия протестует против Мьянмы
Из-за неудержимого исхода людей из Мьянмы до 2016 года, который затронул и Малайзию, премьер-министр Наджиб Тун Разак решил присоединиться к митингу у посольства Мьянмы с протестующими, собравшимися на стадионе Титивангса в Куала-Лумпуре. Мероприятие было организовано малайскими мусульманскими группами, политическими партиями, а также неправительственными организациями (НПО) 4 декабря, чтобы призвать Мьянму прекратить то, что Малайзия назвала «геноцидом мусульман и других меньшинств» и призвать международное сообщество оказать давление на Мьянму.
Во время митинга премьер-министр сказал:
Что они хотят от меня как главы правительства страны с населением 31 миллион человек? Хотят, чтобы я закрыл глаза? Молчать? Я не буду. Мы должны защищать их (рохинджа) не только потому, что они одной веры, но и потому, что они люди, их жизнь имеет ценность. Этот вопрос рохинджа — оскорбление ислама. Нашему терпению брошен вызов. Я хотел бы призвать президента Индонезии Джоко Видодо как президента крупнейшей мусульманской страны в мире присоединиться в знак протеста против обращения с рохинджа.
Премьер-министр Малайзии высмеял Нобелевского лауреата из Мьянмы Аун Сан Су Чжи за её бездействие по этим вопросам, а также опубликовал ответ через Twitter, в котором заявил, что «я не собирался вмешиваться во внутренние дела Мьянмы, но жестокость по отношению к рохинджа зашла слишком далеко».
Малайзийская сторона также отменила два товарищеских футбольных матча сборной до 22 лет со сборной Мьянмы до 23 лет, а также ранее угрожали вывести свою команду из чемпионата АСЕАН по футболу 2016 в знак протеста против Мьянмы как принимающей стороны группы B, где Малайзия была помещена в ту же группу после настойчивых призывов мусульманских лиц, групп и политических партий страны бойкотировать Мьянму за предполагаемое преследование народа рохинджа.
Федерация малайзийских производителей заявила ранее, что после решения правительства Мьянмы остановить своих рабочих до решения текущих проблем, этот шаг повлияет на промышленность Малайзии. Однако это было опровергнуто заместителем министра кадров Малайзии, поскольку они могут искать другие источники работы из других стран.